# Pazibroda
Pazibroda lub parzybroda – regionalna wiejska potrawa polska charakterystyczna dla Kielecczyzny,  powiatu skarżyskiego i terenów wokół Radomia. Przygotowywana jest z utłuczonych gotowanych ziemniaków zmieszanych z ugotowaną kapustą kiszoną, omaszczonych skwarkami świeżo wytopionymi ze słoniny. Czasem przyprawiana na ostro pieprzem. Podawana na gorąco, dawniej jako jednodaniowy, codzienny obiad. Istnieje też wariant ze słodką kapustą gotowaną razem z ziemniakami.